# شویرکله
شویرکله (به لهستانی:  Świerkle) یک روستا در لهستان است که در گمینا دوبژنگ ویلکی واقع شده‌است.